# فريت فلاك
فريت فلاك (بالفرنسية: Frritt-Flacc)‏، قصة قصيرة مرعبة من تأليف الروائي جول فيرن صدرت عام 1884.